# Metaweryzm

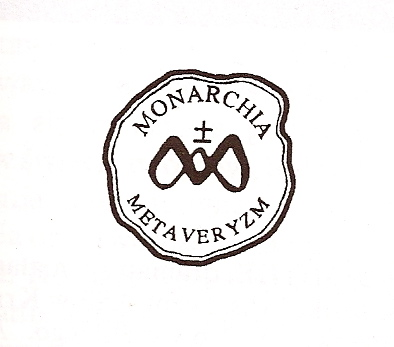
Logo Metaweryzmu

Metaweryzm – kierunek w sztuce współczesnej, którego twórcą jest Piotr Szmitke. Metawerystyczna doktryna, sformułowana na przełomie lat 80. i 90., okazała się proroczą, zapowiadając zagrożenia związane z wirtualizacją świata. Jej twórca produkuje symulacje świata realnego, gdyż tylko ramy fikcji pozwalają nam doświadczać prawdy. Kiedy w połowie lat 80. przymus jednorodnego sposobu obrazowania świata był ostro przestrzeganą zasadą, Szmitke wymyślił taką drogę jej obejścia, by wielowątkowość jego pracy wyznaczała konsekwentną metodę. Tym sposobem Szmitke przeskoczył całą dekadę, wpisując się w polimorficzny nurt sztuki końca lat 90.
W 1999 r. metaweryzm trafił do programu przedmiotu estetyka dla studentów IV roku filozofii Uniwersytetu Śląskiego.

## Definicja
Metaweryzm zakłada tworzenie  wirtualnych osobowości artystów skrajnie różnych pod względem języka artystycznej wypowiedzi. Piotr Szmitke tworzył życiorysy hipotetycznych twórców, uzasadniające ich wirtualne twórcze postawy. Sam tworzy również ich dzieła w różnych stylach i konwencjach. To nurt krytyczny, społecznie zaangażowany. Przestrzega przed dominacją świata wirtualnego, opartego na fikcji informacyjnej, fikcyjnym prawie, wirtualnych autorytetach i zmanipulowanym systemie wartości. Pojęcie metaweryzmu stanowi zaprzeczenie homogenicznego sposobu przedstawiania świata. W doktrynie metawerystycznej kluczowa rolę odgrywa perspektywa optymentalna, według której prawdziwa wiedza o przedmiocie pochodzi jedynie z ontologii jego postrzegania. Sam przedmiot bowiem nie istnieje, w przeciwieństwie do „wyławiającego” go z niebytu umysłu obserwatora. Metawerystyczna doktryna czerpie z mechaniki kwantowej w ujęciu Heisenberga. Zakłada, iż reprezentacja przedmiotu nie jest możliwa bez jednoczesnej prezentacji jego obserwatora, nadinterpretatora którego obraz stopniowo wypiera dzieło sztuki tradycyjnie rozpatrywane jako obiekt. 

## Manifest
Metaweryzm dąży wspólnym wysiłkiem wielu postaw twórczych
do stworzenia państwa równoległego,
opartego o jedyną sprawiedliwość świata 
w miarę dokonania twórczego.

### Trzy zasady metaweryzmu
1. Sztuka inspiruje rzeczywistość będąc jednocześnie najwyższą jej formą.
2. Rzeczywistość kopiuje sztukę a nie na odwrót.
3. Państwo Metawerystyczne jest dziełem sztuki, a więc wszystko co obejmuje jego zasięg funkcjonuje zgodnie z zasadami twórczości i sztuki. Uwalnia się ono tym sposobem spod ucisku praw, pogróżek oraz szantaży polityki i finansjery świata.

Metawerysta prócz przestrzegania zawartej w Manifeście Konstytucji zobowiązany jest przestrzegać zasad i obyczajów społeczności, w jakiej żyje.
Metaweryzm nie uznaje żadnych podziałów ani różnic między ludźmi z wyjątkiem różnic intelektualnych.

### Osiem małych punktów dużej konstytucji
1. Kochaj twórcę jak siebie samego, oddawaj się twórcy bez zbędnego oporu, szanuj Go, bo zostałeś przez Niego wymyślony.
2. Szanuj najwyższą konstytucjonalnie wartość Metawery – MYŚL TWÓRCZĄ. Jej godło – symbol przedłużonej nieskończoności, Jej hymn-Confutatis z Requiem Wolfganga Amadeusa Mozarta.
3. Opowiadaj się:

- za ostrym humorem, przeciw tępej, nadętej godności
- za ogrodnikami, przeciw generałom
- za władzą rozumu, przeciw rozumowi władzy
- za arystokratyzmem ducha, przeciw zaduchowi chamstwa
- za wyższością kreacji nad prokreacją
- za idealnym państwem, przeciw państwowemu ideałowi.

1. Dostarczaj szczęścia twemu bliźniemu wszelkimi godnymi ciebie środkami.
2. Nie licz się z indolencją otoczenia, nie podlizuj się pospólstwu (z wyjątkiem przypadku, gdy estetyka pospólstwa nas do tego inspiruje).

Nie ulegaj pokusom funkcjonalizmu ani komercjalizmu – tego, co w sztuce najplugawsze, a więc taniości kompromisu i asekuranctwa.
1. Wykazuj postawę humanitarną w ogóle, a także wobec wartości oklepanych, kiczu, dzieł półgłówków i prymitywów, sztuki ludowej oraz rzemiosła dekoracyjnego.
2. Kochaj twój lud jeśli ten nie zmusza cię byś go cenił.
3. Stań się wiernym Metaweryzmowi, szczególnie po śmierci.